# Mieczysław Jarosławski

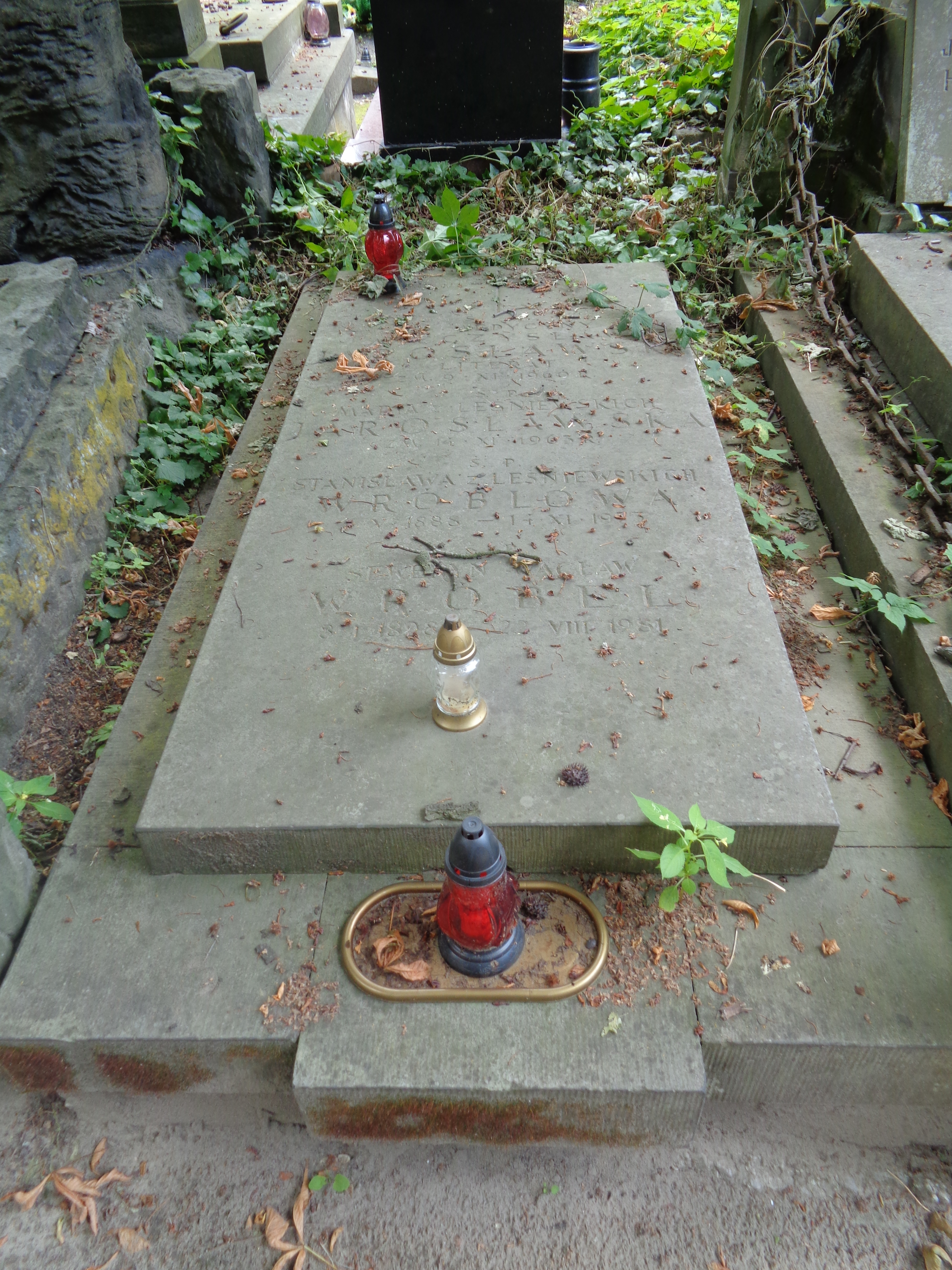
Grób Mieczysława Jarosławskiego na cmentarzu Powązkowskim

Mieczysław Jarosławski (ur. 1 stycznia 1887, zm. 9 listopada 1960) – polski pisarz, tłumacz literatury pięknej, popularnonaukowej i podróżniczej. Z zawodu był lekarzem. Zmarł 9 listopada 1960 roku i został pochowany na Starych Powązkach (kwatera 174 rząd 6 grób 14).

## Życiorys
Syn Wiktora i Franciszki z Pogonowskich. Studiował na uniwersytetach w Heidelbergu, Monachium i Paryżu. Od 1918 do 1922 służył w wojsku polskim. Następnie pracował w Szpitalu Przemienienia Pańskiego w Warszawie.

## Dorobek literacki

### Publikacje autorskie
- Odwet Drzymały (nowela) (1921)
- Klub wtajemniczonych (1923)
- W mocy Kabbały, Biblioteka Dzieł Wyborowych (seria II) t. 69 i t.70 (1924)
- Stanisław Staszic (1925)
- Czerwone jaskółki (Step) (1928)
- Członkowie E. B. V. (1929)
- Między Eufratem a Tygrysem (1931)
- Szpital (1949)
- Bunt na Dalmorze (1957)

### Teksty w antologiach
- Głosy morza (1978)

### Tłumaczenia
- Indje, kraj czarnej pagody (1935), autor Lowell Thomas
- 923 metry w głąb oceanu (1935), autor William Beebe
- Od Krzyża Południa do Gwiazdy Polarnej (1935), autor Aimé Félix Tschiffely
- Lot nad dżunglami Afryki  (1936), Congorilla, kraina karłów i goryli (1938), autor Martin i Osa Johnson
- Zrywam z nauką (1937), autor C.P. Snow
- Mistycy i cudotwórcy Tybetu, Biblioteka Podróżnicza tom 15, (1938), autor Alexandra David-Néel
- Buchara oraz sąsiednie kraje centralnej Azji (1939), autor Gustav Krist
- Dzieje zdobycia mórz (1939), autor Hendrik Willem van Loon
- Morza południowe (1939), Laponia (1939), autor Hugo Bernatzik
- Podręcznik chirurgii: dla średnich szkół medycznych, wyd. lek. PZWL (1953), autor Abram Wielikoriecki

Wszystkie tłumaczone dzieła klasyki literatury podróżniczej Mieczysław Jarosławski publikował we współpracy z popularnym w okresie międzywojennym wydawnictwem Trzaska, Evert i Michalski.